# آشرام

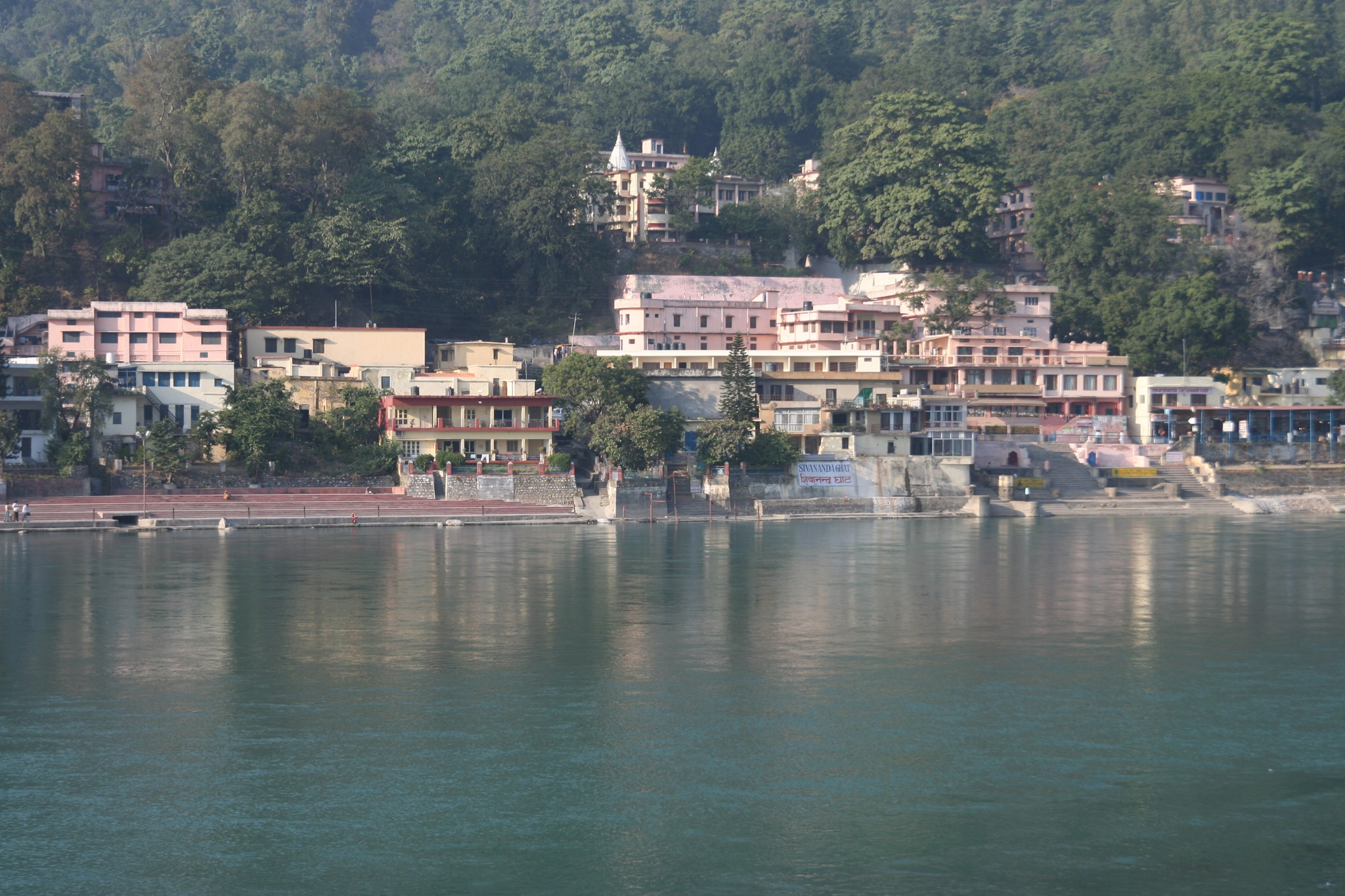
شیواناندا آشرام، ریشیکش، مقر زندگی معنوی دسته‌جمعی، این آشرام توسط سوامی شیواناندا در سال ۱۹۶۳ تأسیس شده.

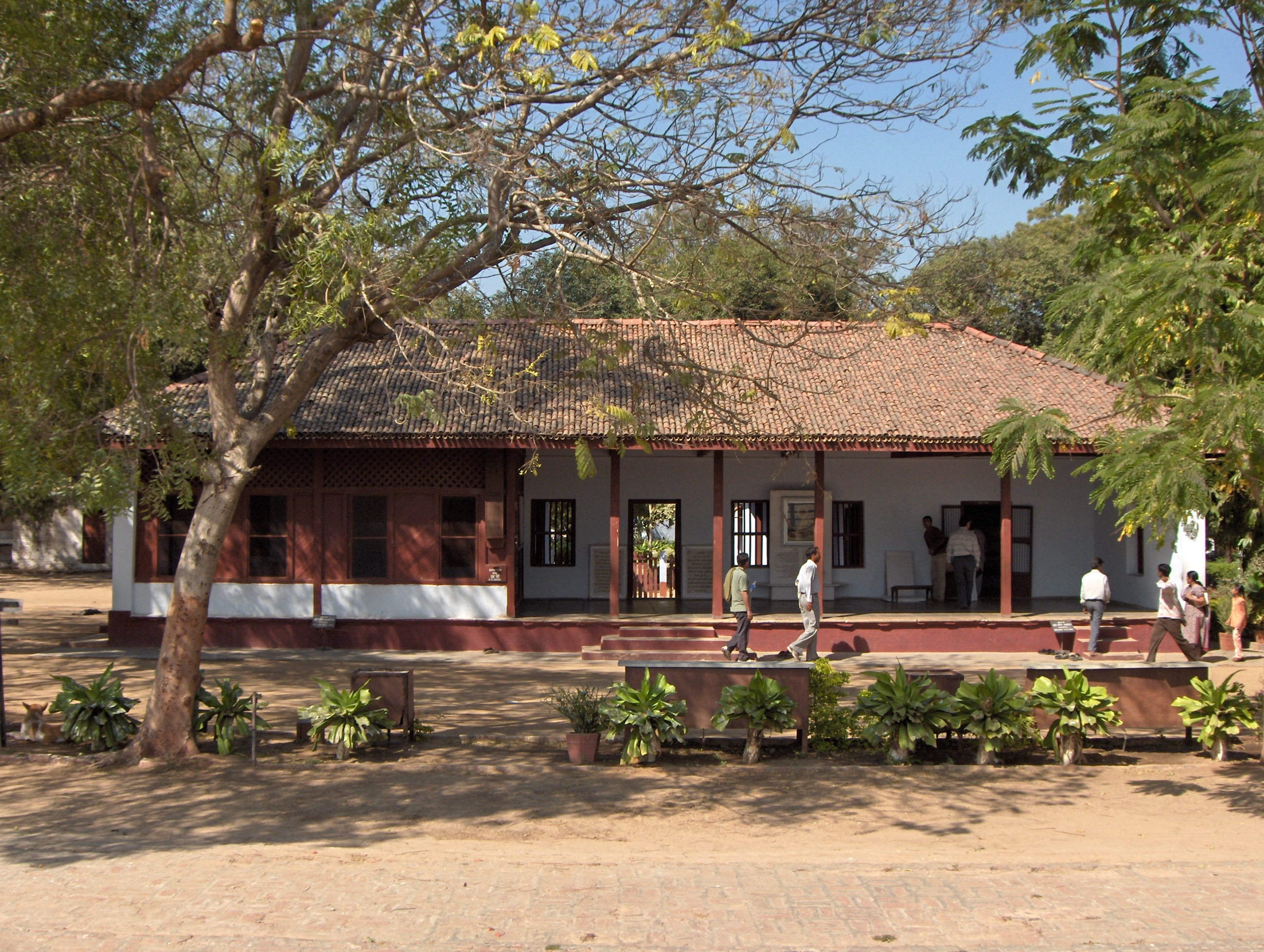
سابارماتی آشرام که مهاتما گاندی در آن ماند.

آشرام گوشه عزلت معنوی یا صومعه و دیری در ادیان هندی است. در زبان سانسکریت آشرام به مکانی گفته می‌شود که مردان و زنان در آن زندگی معنوی می‌کنند. در پارسی می‌توان به آن خانگاه یا گوشه نشینی گفت. امروزه آشرام اغلب نشان دهنده یکی از فعالیت‌های فرهنگی مرتبط با هند مانند یوگا، مطالعه، موسیقی یا آموزش‌های مذهبی است.
در آشرام سکوت وجود دارد و استادان معنوی با تعالیم و تمرینات جسمی و روحی به پرتو جویان مدد می‌رسانند که به درک بالاتر و والاتری از خود و هستی دست یابند. در سرتاسر هند این آشرام‌ها و جود دارند و هر کس می‌تواند با پرداخت مبلغی در این آشرام‌ها به تمرینات و پاکسازی جسم و روح بپردازد.
ماهاتما گاندی رهبر جنبش آزادی هند در بیشتر مواقع به آشرام می‌رفت تا خود را به لحاظ روحی تقویت کند. در آشرام می‌توان به پاکسازی کارماهای منفی پرداخت. آشرام بنیاد اسحا یکی از آشرام های هند است.